# Herminia fasciata
Herminia fasciata là một loài bướm đêm trong họ Noctuidae.